# Agriocnemis clauseni
Agriocnemis clauseni är en trollsländeart som beskrevs av Fraser 1922. Agriocnemis clauseni ingår i släktet Agriocnemis och familjen dammflicksländor. IUCN kategoriserar arten globalt som livskraftig. Inga underarter finns listade i Catalogue of Life.